# 施厝寮 (雲林縣)
施厝寮，是台灣雲林縣麥寮鄉的一個傳統地域名稱，位於該鄉北部。相較於今日行政區，其範圍大致包含施厝村不含西南部、興華村東北半葉的西北部、崙後村東北端。

## 歷史
台灣清治末期至日治初期，施厝寮地區為一街庄，稱為「施厝藔庄」，隸屬於海豐堡。該庄北與雷厝庄為鄰，東與貓兒干庄為鄰，南邊東段為興化厝庄，南邊中、西段及西邊最南段為沙崙後庄，西邊為橋頭庄。
1901年（日治明治三十四年）11月，全台廢縣廳改設二十廳，該庄隸屬於斗六廳。1903年（明治三十六年）6月，該庄編入「麥藔區」，隸屬於斗六廳。1909年（明治四十二年）10月，合併二十廳為十二廳，麥藔區改隸屬於嘉義廳。1920年（大正九年），全台地方制度大改正，廢十二廳改設五州二廳，該庄改制並雅化為「施厝寮」大字，隸屬於臺南州虎尾郡崙背庄。
戰後崙背庄改制為崙背鄉，隸屬於臺南縣，大字亦改制為村。1946年8月25日，崙背、麥寮分治，本地區改隸屬於麥寮鄉。1950年10月，雲、嘉、南分治，麥寮鄉改隸屬於雲林縣。

## 聚落
本地區發展較早的聚落為施厝，在日治期初期的官方地圖上已有記載。此外，本地區尚有湖內聚落。

## 交通
省道台61線又稱「西部濱海快速公路」，是新北市八里區至臺南市安南區的快速公路，尚未全線通車。中部地區路段大致以北北東—南南西走向經過本地區西北部凸出部分的西側邊界地帶。該道路在本地區屬高架路段，境內未設交流道，最近的是本地區西部邊界外不遠處橋頭地區境內工業路（雲林生活圈一號道路）交會口的橋頭交流道。由此可快速前往台灣西部海岸各地。
省道台17線又稱「西部濱海公路」，是臺中市清水區甲南至屏東縣枋寮鄉水底寮的幹道，在本地區路段為省道台61線（西部濱海快速公路）的兩側平面道路。由該道路向北北東過濁水溪西濱大橋轉北北西獨行後再轉北北東可經大城鄉前往芳苑鄉、福興鄉、鹿港鎮等地，向南南西轉西南分岔獨行後再轉南南西可前往麥寮鄉市區、臺西鄉、四湖鄉、口湖鄉等地。
縣道153甲線是後安寮（實際起點在橋頭）至麥寮市區的道路，也是省道台61線（西部濱海快速公路）兩側平面道路，其北側端點（起點）位於本地區西部邊界外不遠處橋頭地區境內的工業路（雲林生活圈一號道路）路口。由此向南南西可前往沙崙後中部、麥寮並止於該地區南部的縣道153號路口。
縣道154號（仁德路、豐榮路）是麥寮鄉六輕廠至林內鄉的道路，也是雲林縣最北側的橫貫縣道，大致以西北西—東南東走向轉西向東經過本地區北部。由該道路向西北西經省道台61線高架橋下暨其兩側的省道台17線路口後轉西可前往許厝寮並止於六輕廠；向東可前往崙背鄉中北部、二崙鄉中北部、西螺鎮、莿桐鄉中北部、林內鄉等地。
鄉道雲1-5線舊稱雲3-1線，是後安檢查哨至圳寮的道路，其東側端點（終點）位於本地區西南部邊界外緣的沙崙後地區圳寮聚落東南側路口。由此向西微北經省道台61線高架橋下暨其兩側的省道台17線路口後轉西南可前往沙崙後、許厝寮中南部並止於鄉道雲1-4線路口。
鄉道雲5線是雷厝至山寮的道路，大致以東北微北—西南微南走向由本地區北部邊界西側入境後，至施厝寮聚落轉西再轉西南微南再轉南南東，至縣道154號路口轉東南東與其共線約300公尺，至興安路路口轉南南東獨行後再轉東南微南，其後轉南經施厝寮大排水溝橋梁後不遠處出境。由該道路向東北微北可前往雷厝地區中部偏西南並止於江厝聚落北側；向南可前往興化厝並止於該地區南部山寮聚落的鄉道雲6線路口。

## 文化資產
- 施厝寮遺址